# Arrondissement de Charleville-Mézières
L'arrondissement de Charleville-Mézières est une division administrative française, située dans le département des Ardennes et la région Grand Est.
Avant 1966, il portait le nom d'arrondissement de Mézières.

## Composition

### Composition avant 2015
Liste des cantons de l'arrondissement de Charleville-Mézières[réf. nécessaire]
- canton de Charleville-Centre (et ancien canton de Charleville);
- canton de Charleville-La Houillère ;
- canton de Flize ;
- canton de Fumay ;
- canton de Givet ;
- canton de Mézières-Centre-Ouest (et ancien canton de Mézières) ;
- canton de Mézières-Est ;
- canton de Monthermé ;
- canton de Nouzonville ;
- canton d'Omont ;
- canton de Renwez ;
- canton de Revin ;
- canton de Rocroi ;
- canton de Rumigny ;
- canton de Signy-l'Abbaye ;
- canton de Signy-le-Petit ;
- canton de Villers-Semeuse.

### Découpage communal depuis 2015
Depuis 2015, le nombre de communes des arrondissements varie chaque année soit du fait du redécoupage cantonal de 2014 qui a conduit à l'ajustement de périmètres de certains arrondissements, soit à la suite de la création de communes nouvelles. Le nombre de communes de l'arrondissement de Charleville-Mézières est de 160 en 2015 et 157 en 2019.
Au 1er janvier 2024, l'arrondissement groupe les 157 communes suivantes :
1. Aiglemont
2. Anchamps
3. Antheny
4. Aouste
5. Arreux
6. Aubigny-les-Pothées
7. Aubrives
8. Auge
9. Auvillers-les-Forges
10. Les Ayvelles
11. Baâlons
12. Barbaise
13. Belval
14. Blanchefosse-et-Bay
15. Blombay
16. Bogny-sur-Meuse
17. Bossus-lès-Rumigny
18. Boulzicourt
19. Bourg-Fidèle
20. Bouvellemont
21. Brognon
22. Cernion
23. Chagny
24. Chalandry-Elaire
25. Champigneul-sur-Vence
26. Champlin
27. Charleville-Mézières
28. Charnois
29. Le Châtelet-sur-Sormonne
30. Chilly
31. Chooz
32. Clavy-Warby
33. Cliron
34. Damouzy
35. Deville
36. Dom-le-Mesnil
37. Dommery
38. L'Échelle
39. Estrebay
40. Étalle
41. Éteignières
42. Étrépigny
43. Évigny
44. Fagnon
45. Fépin
46. La Férée
47. Flaignes-Havys
48. Fligny
49. Flize
50. Foisches
51. La Francheville
52. Le Fréty
53. Fromelennes
54. Fumay
55. Gernelle
56. Gespunsart
57. Girondelle
58. Givet
59. La Grandville
60. Gruyères
61. Gué-d'Hossus
62. Guignicourt-sur-Vence
63. Ham-les-Moines
64. Ham-sur-Meuse
65. Hannappes
66. Hannogne-Saint-Martin
67. Harcy
68. Hargnies
69. Haudrecy
70. Haulmé
71. Les Hautes-Rivières
72. Haybes
73. Hierges
74. La Horgne
75. Houldizy
76. Issancourt-et-Rumel
77. Jandun
78. Joigny-sur-Meuse
79. Laifour
80. Lalobbe
81. Landrichamps
82. Launois-sur-Vence
83. Laval-Morency
84. Lépron-les-Vallées
85. Liart
86. Logny-Bogny
87. Lonny
88. Lumes
89. Maranwez
90. Marby
91. Marlemont
92. Maubert-Fontaine
93. Mazerny
94. Les Mazures
95. Mondigny
96. Montcornet
97. Montcy-Notre-Dame
98. Monthermé
99. Montigny-sur-Meuse
100. Montigny-sur-Vence
101. Murtin-et-Bogny
102. Neufmaison
103. Neufmanil
104. La Neuville-aux-Joûtes
105. Neuville-lès-This
106. Neuville-lez-Beaulieu
107. Nouvion-sur-Meuse
108. Nouzonville
109. Omicourt
110. Omont
111. Poix-Terron
112. Prez
113. Prix-lès-Mézières
114. Raillicourt
115. Rancennes
116. Regniowez
117. Remilly-les-Pothées
118. Renwez
119. Revin
120. Rimogne
121. Rocroi
122. Rouvroy-sur-Audry
123. Rumigny
124. Saint-Laurent
125. Saint-Marceau
126. Saint-Marcel
127. Saint-Pierre-sur-Vence
128. Sapogne-et-Feuchères
129. Sécheval
130. Sévigny-la-Forêt
131. Signy-l'Abbaye
132. Signy-le-Petit
133. Singly
134. Sormonne
135. Sury
136. Taillette
137. Tarzy
138. Thilay
139. Thin-le-Moutier
140. This
141. Touligny
142. Tournavaux
143. Tournes
144. Tremblois-lès-Rocroi
145. Vaux-Villaine
146. Vendresse
147. Villers-le-Tilleul
148. Villers-Semeuse
149. Villers-sur-le-Mont
150. Ville-sur-Lumes
151. Vireux-Molhain
152. Vireux-Wallerand
153. Vivier-au-Court
154. Vrigne-Meuse
155. Warcq
156. Warnécourt
157. Yvernaumont

## Démographie
En 2022, l'arrondissement comptait 152 746 habitants.
| 1968    | 1975    | 1982    | 1990    | 1999    | 2006    | 2011    | 2016    | 2021    |
| ------- | ------- | ------- | ------- | ------- | ------- | ------- | ------- | ------- |
| 178 001 | 180 435 | 177 160 | 175 374 | 171 608 | 165 996 | 163 364 | 158 005 | 153 985 |

| 2022    | - | - | - | - | - | - | - | - |
| ------- | - | - | - | - | - | - | - | - |
| 152 746 | - | - | - | - | - | - | - | - |

## Administration
La fonction de sous-préfet de l'arrondissement est exercée par le secrétaire de la préfecture.
| Période | Période  | Identité           | Fonction précédente | Observation |
| ------- | -------- | ------------------ | ------------------- | ----------- |
| 1999    | 2001     | Michel Bernard     |                     |             |
| 2018    | En cours | Christophe Hériard |                     |             |